# Illmatic
Illmatic è l'album in studio di debutto del rapper statunitense Nas, pubblicato il 19 aprile 1994 dalla Columbia. Dopo aver firmato un contratto con l'etichetta grazie all'aiuto di MC Serch, Nas registra l'album a New York negli studi Chung King, D&D Recording, Battery e Unique Recording. Le produzioni sono affidate a DJ Premier, Large Professor, Pete Rock, Q-Tip, L.E.S. e allo stesso Nas. Disegnato come un album hardcore hip hop, Illmatic presenta rime interne e narrazioni basate sull'esperienza di Nas nel Queensbridge, New York.
L'album debutta alla posizione numero 12 della Billboard 200, vendendo 60.000 copie fisiche nella prima settimana. Tuttavia, le vendite iniziali sono scese al di sotto delle aspettative e i suoi cinque singoli non sono riusciti ad avere successo nelle classifiche statunitensi. Nonostante l'iniziale basso numero di vendite, Illmatic ha ricevuto recensioni entusiastiche dalla maggior parte dei critici musicali, che ne hanno elogiato la produzione e i testi. Il 17 gennaio 1996 la RIAA certifica Illmatic disco d'oro. Il 28 gennaio 2019, a quasi 25 anni dall'uscita, l'album è certificato doppio platino per i due milioni di copie vendute.
Fin dalla sua prima accoglienza, Illmatic è stato riconosciuto dagli autori e dai critici musicali come un album di riferimento nell'East Coast hip hop. La sua influenza sugli artisti hip hop successivi è attribuita alla produzione e ai testi del rapper. Il primo album di Nas contribuisce inoltre alla rinascita della scena rap di New York City, introducendo una serie di tendenze stilistiche nella regione. L'album è considerato da molti come il miglior album hip hop di tutti i tempi, apparendo in diverse liste dei migliori album di critici e di pubblicazioni.
Il 3 maggio 2014, a distanza di più di vent'anni dalla pubblicazione, Illmatic rientra nella Billboard 200 alla diciottesima posizione.

## Descrizione

### Antefatti
Da adolescente Nas voleva intraprendere la carriera di rapper e ingaggiare il suo amico e vicino di casa Willie "Ill Will" Graham, come suo DJ. Inizialmente il suo nome d'arte era "Kid Wave" prima di adottare il nick "Nasty Nas". All'età di 15 anni incontrò il produttore Large Professor che lo presentò al suo gruppo Main Source. Nas fece il suo debutto ufficiale registrando con loro una strofa nella canzone Live at the Barbeque presente nell'album del 1991 Breaking Atoms. In seguito debuttò da solista nel 1992 con Halftime, inserito nella colonna sonora del film Zebrahead. Il singolo attirò le attenzioni dell'ambiente e Nas fu anche paragonato al rapper della golden age Rakim. Nonostante la fama così ottenuta nella scena underground, Nas non ricevette alcuna offerta di contratto discografico e fu anche rifiutato dalle etichette rap più grandi dell'epoca, Cold Chillin Records e Def Jam Recordings. Nas e Ill Will continuarono a lavorare assieme, ma il loro sodalizio terminò quando Graham fu assassinato da un sicario il 23 maggio 1992, nel Queensbridge. Anche il fratello di Nas rimase coinvolto nella sparatoria quella notte, ma sopravvisse. Nas citò poi questo momento come una «sveglia» per lui.
A metà 1992 MC Serch, il cui gruppo 3rd Bass si era sciolto, aveva iniziato a lavorare a un progetto solista e si era avvicinato a Nas. Su suggerimento del produttore T-Ray, Serch collaborò con Nas per Back to the Grill, singolo inserito nell'album solista di MC Serch del 1992 Return of the Product. Alla sessione di registrazione per la canzone, Serch scoprì che Nas non aveva un contratto discografico e quindi contattò Faith Newman, una responsabile A&R della Sony Music. Come raccontò MC Serch: «Nas era in una posizione per cui il suo demo girava già, Live at the Barbeque era già un classico, e stava solo cercando di trovare un contratto decente... quindi quando mi ha dato il suo demo, l'ho portato in giro. L'ho portato per primo a Russell, ma lui mi ha detto che suonava come G Rap, e non gli andava. Quindi l'ho portato a Faith. Faith lo adorava, ha detto che stava cercando Nas da un anno e mezzo. Non volevano lasciarmi uscire dall'ufficio senza un contratto sul tavolo.»
Dopo che MC Serch assunse il ruolo di produttore esecutivo per il progetto d'esordio di Nas, cercò di metterlo in contatto con diversi produttori. A causa dell'entusiasmo intorno a Nas, molti produttori di New York volevano lavorare con lui e andarono a registrare al Power House Studios con Nas. Tra questi produttori c'era DJ Premier, all'epoca riconosciuto per la sua produzione grezza e aggressiva basata su campionamenti di jazz e scratch intensi e per il suo lavoro con il rapper Guru come parte del duo hip hop Gang Starr. Dopo la sua produzione sull'album del 1990 Funky Technician di Lord Finesse & DJ Mike Smooth's e sull'album del 1994 The Sun Rises in the East di Jeru the Damaja, Premier iniziò a registrare esclusivamente al D&D Studios (New York), prima di lavorare con Nas su Illmatic.

### Registrazione
Prima di registrare, DJ Premier aveva già ascoltato il singolo d'esordio di Nas: «quando ho sentito Halftime, per me era qualcosa che anticipava il futuro. Questo era già un classico per me come Eric B. is President e The Bridge. Ha avuto quel tipo di effetto. Per quanto sia semplice, tutti gli elementi erano lì. Quindi da quel momento, dopo che Serch mi aveva contattato per fare qualche produzione, è stato automatico. Dovresti essere stupido per lasciar perdere, anche se non mi avrebbe pagato nulla.» Serch nota l'affiatamento tra Nas e DJ Premier, affermando che «Primo e Nas potrebbero essere stati separati alla nascita. Non era una situazione in cui i suoi beat dovevano adattarsi alle rime: si adeguavano l'un l'altro.» Mentre Serch contattò DJ Premier, Large Professor chiese a Pete Rock di collaborare con Nas su quello che sarebbe diventato The World is Yours. Poco dopo, anche i produttori Q-Tip e L.E.S. decisero di lavorare sull'album. Anche il padre di Nas, Olu Dara, contribuì con un assolo di cornetta in Life's a Bitch, dov'è presente la collaborazione con il rapper AZ.
In una delle prime interviste promozionali, Nas affermò che il nome «Illmatic» (che significa «oltre il male» o «l'ultimo») era un riferimento al suo amico del Queensbridge finito in prigione, Illmatic Ince. Al momento della registrazione le aspettative nella scena hip hop per Illmatic erano alte. In un'intervista del 1994 per la rivista The Source, che soprannominò l'album come «the second coming» («il secondo arrivo», con riferimento a Rakim), Nas parlò molto del progetto, dicendo che «questo sembra un grande progetto che influenzerà il mondo [...] Siamo quaggiù in basso [...] facendo qualcosa per il mondo. Questo è quello che si sente, questo è quello che è.» Ricordando la registrazione dell'album, AZ disse: «sono andato sull'album di Nas e ho fatto la canzone Life's a Bitch, ma anche allora ho pensato che fossi pessimo, a dire il vero. Ma una volta che la gente ha iniziato a sentirlo e a piacergli, è quello che ha rafforzato la mia fiducia. Ho pensato, "OK, probabilmente posso farlo". Quel disco era tutto. Essere l'unica persona presente su Illmatic quando in quel momento Nas era considerato uno dei migliori a New York, uno tra i nuovi artisti più freschi, questo era grandioso.» Durante la sessione Nas compose la canzone Nas Is Like, che registrò come singolo per il suo album del 1999 I Am....
Per quanto riguarda la registrazione della canzone di apertura NY State of Mind, il produttore DJ Premier in seguito dichiarò: «Quando abbiamo fatto NY State of Mind, all'inizio disse «Straight out the dungeouns of rap / Where fake niggas don't make it back» e poi lo senti dire «I don't know how to start this shit», perché l'aveva appena scritta. Ha la base in esecuzione in studio, ma non sa come la strutturerà e come la trasmetterà. Quindi dice «I don't know how to start this shit» e io gli conto fino a tre per l'inizio della sua strofa. E lo puoi sentire dire «Yo», e poi ci entra dentro.»

## Temi
Illmatic contiene un'acuta trattazione dei suoi temi: la rivalità tra gang, la desolazione e la devastazione della povertà urbana. Nas, che aveva venti anni quando l'album fu pubblicato, si concentra sul rappresentare le proprie esperienze, creando narrazioni in prima persona molto dettagliate che analizzano punto per punto i problemi della vita di un adolescente del centro città. Un critico musicale descrive i temi dell'album come una «storia di uno scrittore di talento nato nello squallore che sta cercando di liberarsi dalla trappola. È qualcosa tra The Basketball Diaries e Native Son...». Le narrazioni presenti in Illmatic nascono dalle esperienze di Nas come adolescente che cresce nel Queensbridge, complesso di edilizia popolare di Long Island City, quartiere del Queens, a New York. In un'intervista del 2001 Nas disse: «Quando ho fatto Illmatic ero un giovane bambino del Queensbridge intrappolato nel ghetto. La mia anima è rimasta intrappolata nelle case popolari del Queensbridge.» In un'altra intervista, nel 2012, spiegò da dove derivasse la sua ispirazione per analizzare questo argomento:
Quando raffigura la vita nelle case popolari, Nas alterna momenti di dolore e piacere a frustrazione e vanteria. Assieme alle sue narrazioni, Illmatic si distingue anche per le sue numerose rappresentazioni di luoghi, persone e interazioni. Nelle sue canzoni, Nas spesso dipinge gli angoli e i viali del Queensbridge, menzionando i nomi di strade, amici, crew locali e spacciatori e utilizzando uno slang vernacolare della sua città natale. Il poeta e scrittore Kevin Coval descrive questo approccio alla scrittura dei testi come quello di un «poeta-reporter hip-hop... radicato nell'intima specificità dell'ambiente.» Commentando l'uso della narrazione di Nas, Sohail Dulatzai, professore all'University of Southern California, paragona l'album al cinema: in Born to Use Mics: Reading Nas's Illmatic, scrive che «come il capolavoro del 1965 La battaglia di Algeri, che ha catturato la resistenza algerina contro il colonialismo francese, Illmatic offusca brillantemente il confine tra finzione e documentario, creando un senso accresciuto di realismo ed eloquenza viscerale per le ribelli narrazioni in prima persona di Nas e per le odi ispirate ai personaggi.»”

### La violenza della droga
Molti dei temi in Illmatic ruotano attorno all'esperienza di Nas che vive in un ambiente pieno di povertà, violenza e uso di droga. Durante gli anni ottanta e i primi anni novanta, i residenti del Queensbridge subirono molta violenza, poiché il complesso residenziale fu travolto dall'epidemia del crack. Illmatic contiene immagini ispirate da questa intensità del crimine di strada. In N.Y. State of Mind, Nas racconta dettagliatamente le botole sui soffitti, i cecchini sul tetto, le vedette agli angoli delle strade e gli spacciatori che pervadono il suo spazio urbano. Sohail Daulatzai descrive questo linguaggio come «agghiacciante» e suggerisce che «descrive e immagina in modo straziante con immagini così surreali, con molto pessimismo noir e ancor più ambizione di fotterti, le fragili e tenue vite degli abitanti del ghetto...». Lo scrittore e musicista Gregory Tate considera questa violenta immagine come parte di una tendenza verso gli argomenti cupi che finirono con l'essere predominanti tra i rapper dell'East Coast nella scena hardcore. Tate scrive: «alcuni dei più memorabili, oscuri, depressivi ma scorrevoli testi nella storia dell'hip hop sono stati scritti da Nas, Biggie e dai membri del Wu-Tang Clan sul rintocco funebre del commercio del crack.»
Altri scrittori, come Mark Anthony Neal, hanno descritto questi argomenti lirici come una forma di «introspezione pensierosa», rivelando le dimensioni torturate del crimine legato alla droga e le sue impressioni su un Nas adolescente. Il critico Sam Chennault scrive che «Nas ha catturato la N.Y.C. post-crack in tutta la sua rovinosa gloria... mettendo a fuoco che le droghe sono sia potenti sia distruttive, i suoi testi alternativamente abbracciano e respingono l'idea del fascino del ghetto.» Secondo Steve Joun di RapReviews.com, Nas «illustra la vita di crimine e povertà del Queensbridge della sua esistenza, mentre allo stesso tempo fornisce la speranza che ci sia qualcosa di più grande rispetto a soldi, armi e droghe.»

### Credibilità artistica
I testi di Illmatic sono anche impregnati di riferimenti all'autenticità artistica. Il comunicato stampa promozionale che accompagnava la pubblicazione dell'album sottintendeva il rifiuto di Nas a conformarsi alle mode commerciali, affermando: «Mentre è triste che ci sia tanto successo nel mondo del rap di oggi, questo dovrebbe solo farci alzare in piedi e prestare attenzione quando arriva un rapper che non si occupa di mungere l'ultima tendenza e scappare con il bottino.» All'epoca della pubblicazione dell'album, la comunità hip hop era coinvolta in un dibattito sull'autenticità artistica e commerciale nella musica. Il rapper Common descrive, nella prefazione di Born to Use Mics: Reading Nas's Illmatic, le preoccupazioni che erano avvertite da lui e dai suoi contemporanei: «Era davvero così serio per tanti di noi. Noi non siamo solo cresciuti con l'hip hop; noi siamo cresciuti con l'hip hop mentre l'hip hop cresceva con noi, e così abbiamo creato un rapporto molto stretto e intimo che stava diventando sempre più insistente – e lo abbiamo sentito. La nostra arte è stata sfidata in molti modi e gli "affaristi" stavano iniziando a mettere i loro denti su di noi.»
Nel contesto di questo dibattito, i critici musicali hanno interpretato Illmatic con un ammonimento per i puristi e i professionisti dell'hip hop. Nella sua traccia d'apertura, The Genesis, Nas lamenta la mancanza di credibilità tra gli altri MC nelle case popolari, insistendo sul fatto che lui ha «iniziato a fare questa roba fin dal principio.» Citando canzoni come Life's a Bitch, Guthrie Ramsay Jr. sostiene che Nas «ha stabilito un punto di riferimento per i rapper in un campo artistico consumato da nozioni costantemente instabili di "realismo", autenticità e credibilità artistica.» Sohail Daulatzai scrive: «sebbene Illmatic fosse una pubblicazione molto attesa, ben visibile dal radar, il fatto che Nas lo stesse riportando alle «segrete del rap»... era una specie di esorcismo o purificazione («dove i falsi niggas non tornano») che era quanto meno un tentativo di rivendicare un'estetica diversa della resistenza e della ribellione che era fin troppo consapevole del nuovo potenziale mainstream dell'hip hop.»

### Talento musicale
Oltre al suo contenuto lirico, molti critici hanno commentato il significato tematico del talento musicale in Illmatic. Kenny Waste scrive: «attingendo a tutto, dall'old school hip hop al blues a composizioni di jazz d'avanguardia, le scelte di campionamenti presenti in Illmatic riflettono un individuo con non solo un profondo apprezzamento per la musica, ma anche con una profonda conoscenza della stessa.» Guthrie Ramsay Jr. descrive Illmatic come un «emblema artistico». Kevin Coval considera i campionamenti di artisti quali Craig G e Biz Markie in Memory Lane come un tentativo di costruire sulla tradizione hip hop del Queens, in particolare della Juice Crew All Stars. Questi campioni sono intesi come omaggi agli «antenati lirici di Nas e alle influenze del ghetto.» Il coinvolgimento di artisti più anziani, incluso il padre di Nas, è altrettanto citato come influenza formativa nella realizzazione dell'album. Lo scrittore Adam Mansbach sostiene che «è la presenza di tutti questi benevoli "anziani" – suo padre e il gruppo di fratelli maggiori composto dai produttori che guidano l'album – a consentire a Nas di rimanere confortevolmente nella propria identità di artista e di erede della tradizione e trovando così spazio per innovare.»
Gli esperti musicali hanno anche descritto i contenuti dell'album come un commento all'evoluzione dell'hip hop. Il professore Imani Perry dell'università di Princeton scrive: «Illmatic incarna l'intera storia dell'hip hop, con tutte le sue caratteristiche e doti. Nas ha i testi grezzi degli "old schooler", il deejay esperto e i testi artistici degli anni ottanta, la parte della vita nel ghetto, e il mito... la storia dell'hip-hop fino al 1994 è compresa in Illmatic.» Nella traccia Represent Nas allude al conflitto tra la Juice Crew e la Boogie Down Productions, nato come una disputa attorno alle presunte origini dell'hip hop. Eddie S. Glaude Jr., professore all'università di Princeton, afferma che questo «colloca il Queensbridge e Nas all'interno della storia formativa della cultura hip hop.» È elogiata la scelta d'inserire un campione audio proveniente dal film Wild Style – che mostra il lavoro dei primi pionieri dell'hip hop quali Grandmaster Flash, Fab Five Freddy e la Rock Steady Crew – nella skit d'apertura The Genesis: Kenny Waste suggerisce che in profondità all'interno di questo brano «vi è una complessa e sottile esposizione dei temi di Illmatic.» In modo simile, il professore della Cal State Northridge Adilifu Nama scrive che «l'uso di Wild Style... va oltre una semplice tattica per infondere a Illmatic un'aura di autenticità old-school. Lo schizzo sonoro commenta la memoria collettiva della comunità hip hop e il suo inizio reale, ricordato e persino immaginato, come le insidie dell'assimilazione, l'importanza della storia e la fine dell'"età dell'innocenza" dell'hip hop.»

## Testi
(NY State of Mind, Nas)
Illmatic è rinomato tra gli autori musicali per lo stile unico delle consegne e la sostanza poetica e lirica. I suoi testi contengono ritmi a strati, rime composte multi sillabiche, rime interne imperfette, assonanze ed enjambement. Marc Lamont Hill, critico musicale di PopMatters, approfondisce il testo e il flow di Nas durante l'album, affermando che «la struttura delle rime complesse di Nas, i giochi di parole intelligenti e un vocabolario impressionante ha portato l'arte [del rapping] a un'altezza senza precedenti. Basandosi sull'opera pionieristica di Kool G Rap, Big Daddy Kane e Rakim, tracce come Halftime e il rilassato One Time 4 Your Mind dimostrano un [alto] livello di precisione tecnica e destrezza retorica.» Hill cita Memory Lane (Sittin' in da Park) come un «esempio di lirica musicale perfetta», mentre il critico Steve Juon scrive che il testo dell'ultimo brano, It Ain't Hard to Tell, è «altrettanto meritevole di una citazione se non di più – così come qualsiasi altra cosa presente sull'LP» elogiando la strofa con la quale Nas conclude l'album in It Ain't Hard to Tell.
Concentrandosi sulla forma poetica che si trova nei suoi testi, la professoressa dell'università di Princeton Imani Perry descrive la performance di Nas come quella di un «poeta-musicista» in debito con le convezioni della poesia jazz. Suggerisce che il lirismo di Nas potrebbe essere stato modellato dagli «album di poesia della black art» di pionieri quali Gil Scott-Heron, The Last Poets e Nikki Giovanni. Kevin Coval attribuisce le capacità di paroliere di Nas al suo approccio unico al rapping: «è come se Nas, il poeta, il reporter, portasse il suo taccuino in studio, sentisse la base e tessesse i suoi ritratti con cattiva precisione.» Coval commenta anche i brevi racconti del rapper sulla vita del centro città, che sono dipinti usando strutture di rima elaborate: «tutte le parole, le facce e i corpi di una distopia urbana abbandonata post-industriale sono incorniciate nelle strofe fermamente compatte di Nas. Questi ritratti del suo cervello e della comunità ammanettata sono belli, violenti ed estremamente complessi e si prestano ai complessi e stupendi schemi di rime composti che impiega.»

## Produzione
Illmatic ha raccolto elogi anche per la sua produzione. Secondo i critici, i cinque maggiori produttori dell'album (DJ Premier, Pete Rock, Q-Tip, Large Professor e L.E.S.) hanno contribuito in modo determinante all'atmosfera estetica e coesiva che permea l'album, pur conservando ognuno il proprio suono individuale e il proprio marchio di fabbrica. Ad esempio, la produzione di DJ Premier sull'album è apprezzata dalla critica per il suo stile minimalista, caratterizzata da loop semplici su beat pesanti. Charles Aaron di Spin scrive che il contributo dei produttori «lo spingono verso la riflessione come Rakim, offrono ritmi sommessi, leggermente abbattuti, che nell'hip hop significano jazz, principalmente della varietà keyboard-vibe degli anni settanta.» La rivista Q nota che «gli sfondi musicali sono nitidissimi; beat duri ma con ritornelli e loop melodici, con in sottofondo un pianoforte da atmosfera, archi o una tromba in sordina.»
La maggior parte dell'album è composta da campioni jazz, soul e funk d'annata. Jeff Weiss di Pitchfork, commentando l'album e l'uso dei campioni presenti, afferma che sia Nas sia i suoi produttori hanno trovato ispirazione per la produzione dell'album attraverso la musica della loro infanzia: «i loop frugano nella collezione dei loro genitori, Donald Byrd, Joe Chambers, Ahmad Jamal, Parliament e Michael Jackson. Nas ha invitato suo padre, Olu Dara, per suonare la cornetta in Life's a Bitch. La fusione jazz rap era già stata sperimentata, ma raramente con questa sottigliezza. Nas non aveva bisogno di rendere esplicita la connessione – ti ha permesso di capire che il jazz era la prima cosa che i tuoi genitori e i tuoi nonni hanno sentito.» Allo stesso modo, il giornalista Ben Yew commenta il suono nostalgico dell'album: «la produzione, accentuata da loop di organo contagiosi, campionamenti vocali e inserti simili a quelli del sintetizzatore in sottofondo, mettono la tua mente in uno stato d'animo allegro e rievocativo.»

## Tracce
L'intro, The Genesis, è composta da un montaggio audio che inizia con un suono di un treno sopraelevato e una voce quasi inudibile che rima al di sotto di esso. Su questi suoni, si sentono due uomini discutere animatamente. Campiona Subway Theme di Grand Wizard Theodore dal film del 1983 Wild Style, il primo grande film hip hop. Nas fa un altro omaggio a Wild Style, mentre sta girando il video musicale per il suo singolo It Ain't Hard to Tell, girandolo sullo stesso palco della scena finale del film. La strofa di Nas in Live at the Barbeque è suonata sullo sfondo di The Genesis. Secondo lo scrittore musicale Mickey Hess, nell'intro, «Nas ci dice tutto quello che vuole che sappiamo su di lui. Il treno è una stenografia per New York; il rap appena percettibile è, in effetti, la sua strofa di Live at the Barbeque; e il dialogo viene da Wild Style, uno dei primissimi film focalizzati sulla cultura hip hop. Ognuno di questi è un punto di genesi. New York per Nas come persona, Live at the Barbeque per Nas come rapper e Wild Style, simbolicamente ultimo, l'hip hop stesso. «Queste sono le mie radici» – sta dicendo Nas – e ha continuato a dimostrarci esattamente quali erano quelle radici che avevano dato frutti.»
Dando il tono generale sporco, ma melodico, dell'album, N.Y. State of Mind presenta un campione di pianoforte jazz e scuro prodotto da DJ Premier. Si apre con note acustiche di chitarra campionate da Flight TIme (1972), canzone del musicista jazz e funk Donald Byrd, mentre il notevole groove delle note del pianoforte è campionato dalla composizione Mind Rain (1978) di Joe Chambers. Il testo di N.Y. State of Mind vede Nas che racconta della sua partecipazione nella violenza delle gang e filosofeggia sul fatto che «la vita è parallela all'inferno, ma io devo mantenermici», mentre il suo rapping si estende su quaranta misure. N.Y. State of Mind si concentra sullo stato mentale che una persona matura vivendo nell'ambiente povero di Nas nella città di New York. Il critico di PopMatters Marc Hill scrive che la canzone «fornisce una rappresentazione chiara della vita nel ghetto come una fotografia di Gordon Parks o una poesia di Langston Hughes.»
Nelle altre canzoni di Illmatic, Nas celebra i piaceri e le conquiste della vita, riconoscendo la violenza come una delle sue condizioni socio-economiche piuttosto che al centro della sua vita. Life's a Bitch contiene un campionamento della hit Yearning for Your Love (1980) dei Gap Band e vede come ospite il rapper di Brooklyn AZ. Presenta anche la collaborazione del padre di Nas, il jazzista Olu Dara, che suona la cornetta mentre la musica svanisce. Un giornalista di OhWord.com scrive che il contributo di Dara alla traccia fornisce una «fine meravigliosamente malinconica a un brano che si sente immerso nei raggi morenti di un tramonto color cremisi sulla città.» The World is Yours offre una narrativa maggiormente ottimistica dal punto di vista di Nas, che cita il leader spirituale e politico Gandhi come un'influenza sulla sua poetica, in contrasto con i precedenti riferimenti a Scarface in N.Y. State of Mind. Mentre cita Life's a Bitch come «probabilmente la canzone hip-hop più triste mai registrata», lo scrittore di Rhapsody Sam Chennault scrive che «The World is Yours trova ottimismo dentro gli oscuri meandri urbani.» The World is Yours è stata nominata come la settima più grande canzone hip hop dal sito About.com.
Il nostalgico Memory Lane (Sittin' in da Park) contiene un campionamento di Reuben Wilson che comprende il suono di un organo hammond, chitarra, voci e percussioni, aggiungendosi alle armonie spettrali del brano. Spence D. di IGN scrive che il testo evoca «il crocevia di old school e new school.» One Love è composto da alcune lettere scritte da Nas ai suoi amici incarcerati che raccontano le conoscenze e gli eventi di ciascuno che si sono verificati dopo l'incarcerazione dei destinatari, dovendo affrontare fidanzate infedeli, madri afflitte e lealtà nella cattiva sorte. La frase «one love» significa lealtà di strada nel brano. Dopo aver pronunciato «shout-outs to locked down comrades» («ringrazio i compagni incarcerati»), Nas rimprovera un giovane che sembra destinato alla prigione nella strofa finale. Prodotto da Q-Tip, One Love campiona il contrabbasso e il pianoforte da Smilin' Billy Suite Part II (1975) degli Heath Brothers e il break della batteria da Come in Out the Rain (1970) dei Parliament, completando il paesaggio ipnotico e mistico della traccia.
One Time 4 Your Mind propone strofe di battaglia di Nas. Con un'atmosfera simile a quella di N.Y. State of Mind, il ritmico Represent ha un tono serio, esemplificato dai versi d'apertura di Nas. Mentre la maggior parte dell'album comprende campioni di funk, soul e jazz, Represent contiene un campione di Thief of Bagdad dell'organista Lee Erwin estrapolato dal film del 1924 Il ladro di Bagdad. Nas parla del suo stile di vita in un ambiente in cui «ama commettere peccati» e «la vita non fa schifo, ma è piena di stress, falsi "niggas" e colpi bassi». Anche in It Ain't Hard to Tell è presente uno stile di rap basato sulla vanteria. Il brano si apre con chitarre e sintetizzatori della canzone Human Nature (1983) di Michael Jackson; la voce della traccia è campionata per le sezioni dell'intro e del ritornello, creando un vorticoso mix di trombe e di voci ritoccate. Large Professor fa il loop prendendo un campione delle batterie da Slow Dance (1978) di Stanley Clarke e il sassofono da N.T. (1971) di Kool & the Gang.

## Grafica
Sui dischi in vinile e sulle cassette di Illmatic, Nas sostituisce la divisione dei tradizionali lati A e B con «40th Side North» e «41st Side South», rispettivamente le strade principali che formano i confini geografici che delimitano le case popolari del Queensbridge. Il professore Sohail Daulatzai considera questa etichettatura come rilevante, dal momento che trasforma Illmatic in una «mappa sonora». L'album serve come legenda per la cartografia del ghetto di Nas, mentre racconta le sue esperienze e gli abitanti del Queensbridge. In un'intervista del 2009 a XXL, Nas ha discusso lo scopo dello stile grafico dell'album rispetto alle altre azioni promozionali, dichiarando «in realtà il disco doveva rappresentare tutto ciò che riguarda Nasir Jones dall'inizio alla fine, dalla copertina dell'album ai miei video musicali. La mia casa discografica ha dovuto pregarmi di smettere di fare le riprese dei video musicali nelle case popolari. Non importa di cosa trattasse la canzone, li giravo là. Questo è quello che era tutto per me, essere un ragazzino delle case popolari, essere un manifesto per quello che all'epoca non esisteva.»

### Copertina
La copertina dell'album di Illmatic presenta una foto di Nas da bambino, scattata dopo che suo padre, il musicista Olu Dara, era tornato a casa dopo un tour oltreoceano. La copertina originale intendeva raffigurare una foto di Nas con la testa di Gesù bloccata in una stretta, riflettendo l'immaginario religioso del rap di Nas in Live at the Barbeque: «quando avevo 12 anni, sono andato all'inferno per aver fatto fuori Gesù.»
La copertina definitiva, progettata da Aimee Macauley, presenta una foto di Nas da bambino sovrapposta a un sfondo di un isolato di New York ritratto da Danny Clinch. In un'intervista del 1994 Nas ha discusso l'idea che c'era dietro alla sua foto all'età di 7 anni, dichiarando: «quello è stato l'anno in cui ho iniziato a riconoscere tutto [attorno a me]. Quello è l'anno in cui è iniziato tutto. Quello è l'anno in cui ho iniziato a vedere il futuro per me stesso e a iniziare a fare ciò che era giusto. Il ghetto ti fa pensare. Il mondo è nostro. Pensavo che non potevo lasciare le mie case popolari. Pensavo che se me ne fossi andato, se mi fosse successo qualcosa, pensavo che non ci sarebbe stata giustizia o che sarei stato solo uno schiavo morto o qualcosa del genere. Le casi popolari erano il mio mondo fino a quando mi sono istruito da solo per vedere che c'era qualcosa di più là fuori.» Secondo il giornale Ego Trip, la copertina di Illmatic prende spunto dall'album jazz A Child is Born (1974) del Howard Hanger Trio, la cui copertina presenta anch'essa una fotografia di un bambino, sovrapposta a un paesaggio urbano. Nas ha rivelato che l'ispirazione della copertina dell'album arrivò da Michael Jackson. "Sono un grande fan di Michael Jackson fan” ha dichiarato, “dirò qualcosa che non ho mai detto. Nella copertina del mio album, mi si vede con una capigliatura afro, in qualche modo ispirata da Michael Jackson – la foto da bambino piccolo".
Sin da quando è stata pubblicata, la copertina di Illmatic ha guadagnato la reputazione di icona, essendo stata oggetto di numerose parodie e omaggi. Il giornalista Byron Crwaford ha definito la copertina di Illmatic «una delle più belle copertine di sempre nell'hip-hop.» Commentando il valore artistico della copertina, Rob Marriott di Complex scrive: «la struggente copertina di Illmatic abbina l'umore, il tono e le qualità di questo album introspettivo a un livello così alto che è divenuto un classico istantaneo, acclamato con un'illustrazione piena di sfumature e di significato.» La rivista XXL nomina la copertina dell'album «un concetto di fotografia artistica notevole per un album rap» e descrive il lavoro grafico come un «rumoroso, confuso paesaggio urbano che guarda attraverso le proprie case popolari e un giovane ragazzo sovrapposto al centro di tutto.»
Sulla traccia Shark Niggas (Biters) dell'album di debutto Only Built 4 Cuban Linx... (1995), i rapper Raekwon e Ghostface Killah criticano la copertina dell'album di The Notorious B.I.G. Ready to Die (1994), pubblicato pochi mesi dopo Illmatic e che presenta una foto di un bambino con un'acconciatura afro, suggerendo che questa copertina avesse copiato quella di Nas. Ciò ha generato una lunga controversia tra i rapper, con il risultato di una faida non pubblicizzata alla quale Nas fa riferimento successivamente nel suo album del 2002 God's Son nel brano Last Real Nigga Alive.

## Accoglienza commerciale
Illmatic è pubblicato il 19 aprile 1994 e distribuito dalla Columbia Records negli Stati Uniti. L'album è distribuito nello stesso anno in molti altri paesi, inclusi Francia, Paesi Bassi, Canada e Regno Unito. Nella sua prima settimana di pubblicazione, Illmatic fa il suo esordio nella Billboard 200 alla posizione numero 12, vendendo 60.000 copie fisiche. Tuttavia, l'iniziale numero di vendite stimato fu al di sotto delle aspettative. I cinque singoli estratti dall'album non riescono a ottenere un buon successo commerciale nelle classifiche statunitensi, non entrando nella Billboard Hot 100. Il singolo principale Halftime è l'unico ad arrivare nella top ten tra i brani rap, raggiungendo l'ottavo posto come picco massimo, mentre Life's a Bitch non riesce nemmeno a classificarsi. L'album ha anche sofferto di molte vendite illegali prima della sua uscita: nove tracce su dieci erano state già bootleggate, ovvero l'intero disco eccetto Life's a Bitch. Il critico musicale Jeff Weiss scrive che «la domanda locale era così alta che Serch ha dichiarato di aver scoperto un garage con 60.000 copie illegali.»
Nonostante le vendite iniziali furono basse, l'album è stato certificato dalla RIAA come disco d'oro il 17 gennaio 1996 per aver venduto 500.000 copie; l'11 dicembre 2001 l'album è certificato di platino per aver venduto più di un 1.000.000 di copie fisiche. Il 28 gennaio 2019 la RIAA lo certifica doppio platino. Classificandosi assieme all'originale Illmatic (secondo le regole di Billboard), Illmatic XX, la riedizione per i vent'anni dell'uscita dell'album, vende 15.000 copie nella sua prima settimana tornando nella Billboard 200 alla diciottesima posizione, con un aumento di vendite del 844%. Al 20 aprile 2014 l'album ha venduto 1.686.000 copie negli Stati Uniti d'America. Nell'aprile del 2002, l'album è stato certificato d'oro dalla Canadian Recording Industry Association per aver venduto più di 50.000 copie fisiche in Canada.

## Accoglienza critica
| Recensione           | Giudizio |
| -------------------- | -------- |
| The Source           | [ 78 ]   |
| NME                  | [ 79 ]   |
| Entertainment Weekly | A-       |
| Rolling Stone        | [ 81 ]   |
| Los Angeles Times    | [ 82 ]   |
| USA Today            | [ 83 ]   |
| Spin                 | [ 49 ]   |
| Chicago Tribune      | [ 46 ]   |

Illmatic fu accolto dal plauso universale da parte della critica, e alcuni lo salutarono come un capolavoro hip hop. NME definì la sua musica «perfezione ritmica», e Greg Kot del Chicago Tribune lo citò come il miglior album hardcore hip hop «uscito dall'East Coast da anni a questa parte.» Dimitri Ehrlich di Entertainment Weekly rinocobbe a Nas di aver dato al suo quartiere il «giusto rispetto» mentre si affermava e disse che i testi intelligenti e le basi dure «richiamano gli ascoltatori dentro lo stile di vita del quartiere con efficienza poetica.» Touré, scrivendo per Rolling Stone, salutava Nas come un rapper d'élite per la sua dizione, i suoi testi dettagliati e il tono simile a quello di Rakim: «abbina ogni bellissimo momento [di Illmatic] con la sua dura antitesi.»
Christopher John Farley del Time elogiò l'album come una «sveglia per gli ascoltatori [di Nas]» e ne sottolineò il realismo anziché la glorificazione «del mondo da cui proviene». James T. Jones IV di USA Today citò i testi come «la poesia più pressante dai tempi dei Public Enemy» ed elogiò anche Nas per aver rappresentato onestamente la vita del ghetto senza ricorrere al sensazionalismo e alla misoginia dei rapper gangsta del tempo. Richard Harrington del Washington Post lodò Nas per «aver bilanciato limiti e possibilità, aver distinto ostacoli e trampolini di lancio, e per aver riconosciuto la propria crescita da adolescente appassionato ad adulto maturo che può rispettare e criticare la cultura della violenza che lo circonda.»
In una recensione più tiepida, Heidi Siegmund del Los Angeles Times trovò la maggior parte di Illmatic ostacolata da «attitudini e atteggiamenti stanchi», e interpreta il plauso dei critici dell'East Coast come un «ovvio tentativo di strappare l'hip-hop lontano dal West». Charles Aaron di Spin riteneva che i paragoni con Rakim «sarebbero più che meritati» se Nas avesse potuto espandere i suoi testi meditativi «rivelando qualcosa di più personale». Nella sua recensione per Playboy, Robert Christgau lo definisce «la voce tipicamente sprezzante e loquace di New York nella lotteria post-gangsta» e lo raccomanda agli ascoltatori che «bramano l'autenticità totale senza atteggiamenti brutali.»

### The Source
All'uscita dell'album, The Source diede a Illmatic il massimo punteggio di cinque microfoni, all'epoca un prestigioso riconoscimento, data l'influenza della rivista nella comunità hip hop. Jon Shecter, co-fondatore di The Source, ricevette una copia dell'album otto mesi prima della pubblicazione programmata, e rimanendone entusiasta spinse affinché l'album ottenesse il punteggio massimo di cinque microfoni. Alla fine, la recensione di Illmatic fu redatta dalla giornalista della rivista Miss Info (pseudonimo di Minya Oh), che condivideva l'entusiasmo di Shecter per l'album di Nas. Nella sua recensione di Illmatic, Oh scrive: «devo confermare che questo è uno dei migliori album hip-hop che io abbia mai ascoltato» e sul contenuto scrive che «liricamente, l'intera roba è sul pezzo. Nessun cliché metaforico, nessun espediente. Niente di troppo astratto, niente di superficiale.» Plaudì anche all'impatto del «realismo poetico» della scrittura di Nas, per poi assegnare il punteggio massimo all'album.

#### Controversie
All'epoca nessun artista esordiente aveva mai ottenuto la valutazione massima della rivista. Il giornalista Matthew Gasteier scrive: «è difficile sopravvalutare l'impatto della ricezione dei cinque microfoni su cinque, dato che era la prima volta che il punteggio era assegnato a una qualsiasi nuova pubblicazione dalla rivista, poiché Reginald Dennis, il direttore a quel tempo, aveva messo una moratoria sulla votazione massima». Reginald Dennis, ex direttore artistico della rivista e co-fondatore di XXL, in seguito raccontò: «l'assegnazione di cinque microfoni – status di classico – è sempre stata inquietante per me su vari livelli. Voglio dire, non stiamo solo dicendo che un particolare brano musicale è superiore a tutto ciò che è stato appena pubblicato, ma sarà anche migliore della maggior parte delle pubblicazioni future [...] ho dato solo un cinque sotto la mia direzione ed è andato a Illmatic di Nas.» Dennis lo citò come «l'unica volta che ho rotto la mia "regola del nessun cinque"» e aggiunse «ho detto a Jon che avremmo regolato tutte quelle cose quando sarebbe stato il tempo di recensire l'album. Ma ogni giorno Jon mi diceva cose come "ehi, questo album è 5 microfoni – davvero, Reg, 5 microfoni!"»
Il voto massimo portò con sé alcune polemiche. Reginald Dennis descrisse la reazione che seguì la recensione di Minya Oh come: «ero felice, Jon era felice, Nas era felice, tutti erano felici – eccetto per tutte quelle persone che pensavano che The Chronic avrebbe dovuto ottenere un punteggio di 5 microfoni.» Solo due anni prima, il rivoluzionario The Chronic di Dr. Dre non era riuscito ad ottenere il punteggio massimo della rivista, pur trasformando il panorama musicale hip hop. In seguito è stato rivelato che, mentre tutti quelli della rivista sapevano che era un classico istantaneo, decisero di rispettare la severa politica di evitare di assegnare un punteggio perfetto. Successivamente, quando l'album di Nas fu l'eccezione di questa moratoria, molti fan puntarono a questa decisione come una conferma del pregiudizio giornalistico a favore dell'East Coast hip hop. Nonostante le critiche per la recensione da parte del suo staff di The Chronic, Reginald Dennis continua a difendere la decisione di premiare Illmatic con il punteggio più alto della rivista: «sono solo felice che Illmatic sia universalmente acclamato come un classico, così nessuno può accusarmi di aver fatto un errore [...] e se non fossi passato attraverso quello che era successo per The Chronic, non avrei avuto la flessibilità necessaria per consentire la sospensione della mia regola. Quindi penso che tutto abbia funzionato bene.»

### Retrospettiva
| Recensione                    | Giudizio |
| ----------------------------- | -------- |
| AllMusic                      | [ 1 ]    |
| Encyclopedia of Popular Music | [ 92 ]   |
| Mojo                          | [ 93 ]   |
| MSN Music                     | A−       |
| Pitchfork                     | [ 95 ]   |
| The Rolling Stone Album Guide | [ 96 ]   |
| XXL                           | [ 97 ]   |

Fin dalla sua prima accoglienza, Illmatic è stato visto dagli esperti musicali come una delle quintessenze delle pubblicazioni hip hop degli anni novanta, mentre veniva classificato vicino ai vertici delle classifiche di molte liste dei «migliori album» delle pubblicazioni di diversi generi, dandogli la reputazione di uno dei migliori album hip hop di tutti i tempi. Jon Pareles del New York Times cita Illmatic come «una pietra miliare nel tentativo di catturare l'"essenza del ghetto di strada".» L'album è stato descritto da un numero di giornalisti e critici musicali come «classico». Chris Ryan, scrivendo nel The New Rolling Stone Album Guide (2004), definì Illmatic come «un ritratto di un artista come una persona del ghetto, un solitario, un'anima torturata, un giovane delinquente e un critico sociale alle prime armi» aggiungendo che «si eleva ancora come uno dei successi più elevati del rap.» XXL diede all'album il punteggio «XXL» – ovvero lo status di classico – in una recensione retrospettiva. In una recensione retrospettiva per MSN Music, Robert Christgau disse che la registrazione era «meglio di quanto pensassi all'epoca di sicuro – come accade a volte con gli esteti, i puristi sentirono sottigliezze che persone ostinatamente volgari come me non erano inclini ad apprezzare», anche se lo trovava ancora inferiore all'album di debutto di The Notorious B.I.G. Ready to Die (1994). Nel 2002 Matthew Gasteier di Prefix Mag riesaminò Illmatic e il suo significato musicale, affermando:
Illmatic è stato inserito in diverse liste dei «migliori album» di tipi diversi. Pitchfork lo ha inserito al numero 33 della sua lista sui 100 migliori album degli anni novanta e la pubblicazione del giornalista Hartley Goldstein lo nomina «l'essenza meticolosamente elaborata di tutto ciò che rende grande la musica hip hop, è praticamente un campione sonoro del DNA del genere.» È stato elencato come uno dei 33 album hip hop/R&B nella lista delle «pubblicazioni essenziali degli anni novanta» di Rolling Stone. È quinto tra i «cento migliori album di musica nera di tutti i tempi secondo i critici» e terzo nella «top 100 del sondaggio dei lettori» di Hip Hop Connection. L'album era classificato in quarta posizione nella lista dei migliori 10 album rap della rivista Vibe e al secondo posto nella lista dei migliori album hip hop di sempre di MTV. Nel 1998 l'album fu classificato al primo posto nella lista dei cento migliori album rap della rivista The Source. Cinque anni dopo Rolling Stone lo piazzò alla posizione numero 400 nella sua lista dei 500 migliori album della storia; nella lista del 2012 l'album salì alla 314 posizione. Il 30 marzo 2004 Illmatic fu rimasterizzato e ripubblicato con un disco bonus di remix e materiale nuovo prodotto da Marley Marl e Large Professor, in commemorazione del decimo anniversario dall'uscita dell'album. In occasione della ristampa del 2004, Marc Hill di PopMatters lo definì «il più grande album di sempre» e dichiarò «dieci anni dopo la sua pubblicazione, Illmatic non è solo il miglior album hip-hop mai realizzato, ma è anche una delle migliori produzioni artistiche del ventesimo secolo.» L'album è anche incluso nel libro 1001 Albums You Must Hear Before You Die. Il 19 febbraio 2014 un articolo di The Village Voice classificò Illmatic come l'album più newyorkese di sempre («Most New York City album ever»).

## Eredità e influenza

### East Coast hip hop
Illmatic è stato ritenuto come uno degli album hip hop più influenti di tutti i tempi, con gli esperti che lo descrivono come un archetipo dell'album East Coast hip hop. Jeff Weiss di Pitchfork scrive: «nessun album riflette meglio il suono e lo stile di New York, [nel 19]94.» Citando Illmatic come parte di una serie di album notevoli pubblicati nel 1994, David Drake di Stylus Magazine scrive: «questo era il punto critico per l'East Coast, un tempo dove i rapper dell'area di New York pubblicavano secchiate di lavori elettrizzanti.» John Bush di Allmusic paragona Illmatic alle altre produzioni di DJ Premier, The Sun Rises in the East (1994), come «una delle quintessenze delle produzioni East Coast.» Assieme all'album acclamato dalla critica Enter the Wu-Tang (36 Chambers) (1993) dei Wu-Tang Clan e al successo di Ready to Die (1994) di Notorious B.I.G., Illmatic è stato anche determinante nel ripristinare l'interesse nella scena dell'East Coast hip hop. «Raramente la culla dell'hip-hop è stata così unanime nel lodare la pubblicazione rap e l'MC che l'ha fatta.» scrive Rob Marriott di Complex. Successivamente, Nas ha raccontato: «è stato incredibile essere accettato da New York City in questo modo... in un periodo in cui un grande numero di pubblicazioni West Coast hip hop era venduta; l'East Coast non vendeva molto, specialmente per un nuovo artista. Quindi all'epoca non si poteva dire [di essere accettato] nelle vendite, ma si poteva dire [di essere accettato] nelle strade.

#### Produzione
Illmatic è stato ritenuto un punto creativo culminante per l'East Coast hip hop, in quanto ha visto la produzione dei famosi produttori di New York Large Professor, Pete Rock e DJ Premier. L'album consolida la reputazione di questi produttori – specialmente DJ Premier, che Illmatic contribuisce a istituire tra le figure centrali della produzione East Coast grazie ai suoi suoni jazz e blues – i cui contributi all'album divennero influenti nel plasmare il paesaggio sonoro della scena regionale di New York.
In seguito alla pubblicazione dell'album, gli artisti hip hop hanno iniziato sempre di più ad attingere a una vasta gamma di produttori per i loro progetti. All'epoca, l'assemblaggio di grandi nomi della produzione non aveva precedenti, poiché la maggior parte degli album hip hop era principalmente il lavoro di un solo produttore dedicato e a volte di un gruppo di produzione incorporato. Eppure, l'autore Adam Mansbach riflette sull'impatto dei produttori degni di nota di Illmatic, scrivendo: «l'impatto psicologico sull'ascoltatore di avere tutti questi produttori d'élite – alcuni dei quali, come Q-Tip, non erano ancora realmente noti per fare produzioni esterne ai propri lavori – s'incontra per ornare col merletto il debutto di questo ragazzo del Queensbridge che era straordinario.» Questo stesso modello sarebbe stato utilizzato da altri rapper di successo dell'East Coast. In un articolo sul New York hip hop, Mosi Reeves di Creative Loafing scrive che Illmatic di Nas [...] è il primo a riunire i migliori produttori hip hop dell'industria discografica. Questa formula, estratta con maggior successo più tardi da Notorious B.I.G. (Life After Death, 1997), da Puff Daddy (No Way Out, 1997) e da Jay-Z (Vol. 2... Hard Knock Life, 1998), è quella che la maggior parte dei prospetti di New York usa ancora oggi. Jon Caramanica del The New York Times scrive che dopo la pubblicazione di Illmatic «è diventato comune per i rapper cercare tra diversi produttori che avrebbero potuto migliorare il loro suono.»
Tuttavia, mentre gli artisti hip-hop continuano ad attingere da questo standard per la produzione dall'album, la pratica ha ottenuto anche qualche critica. In un articolo intitolato «How Nas' Illmatic Ruined Hip-Hop», Insanul Ahmed di Complex nota che una delle «conseguenze non intenzionali» di Illmatic era il declino generale della coesione e della qualità degli album rap: «la prossima cosa che sapevi, è che gli album hanno iniziato ad avere un produttore diverso per ogni canzone. E come un film che ha un regista diverso per ogni scena, l'album diventa una storia sfocata. E questo significa anche che i produttori non erano più legati agli artisti.»

#### Queensbridge
Noi lo ascoltavamo sempre [Illmatic] rilassandoci con Nas [nel Queensbridge]. La cosa divertente è che era umile con questo. Lo ascoltavo e le canzoni erano talmente malate, che ti faceva venir voglia di piangere. Era tranquillo, «come ti sembra?» L'abbiamo ascoltato traccia dopo traccia, quindi quando è stato pubblicato, non eravamo sorpresi nell'ascoltare la reazione di tutti. Stavano impazzendo tutti. Non si poteva camminare nel ghetto senza ascoltare Illmatic. Era nel tuo cervello.
Illmatic è anche accreditato per aver fatto rivivere la scena rap del Queensbridge. Un tempo casa di prestigiosi pionieri come Marley Marl, MC Shan e Roxanne Shanté, il Queensbridge era stata una delle scene hip hop più produttive del Paese durante gli anni ottanta. In un articolo dell'aprile del 2006, un giornalista di XXL scrive della storia e dell'impatto della scena hip hop del Queensbridge, affermando: «a partire dagli anni ottanta, le casi popolari del Queensbridge di New York City sono state documentate meglio di qualsiasi altra posizione geografica. Partendo dal super produttore della dominante Juice Crew Marley Marl negli anni ottanta fino ai primi Nas, Cormega e Capone degli anni novanta, il Ponte ha prodotto il più alto talento pro-capite di qualsiasi altro ghetto.» Nonostante ciò, durante i primi anni novanta, a differenza del passato la scena rap del Queensbridge era stagnante. Secondo Nas: «venivo dall'eredità di Marley Marl, MC Shan e dal tipo di suono della Juice Crew. Conoscendo questi ragazzi nel quartiere, a quel tempo la scena del Queensbridge era morta. Pubblicare lì quell'album ha detto molto per me per portare avanti l'eredità dei pionieri del Queensbridge.»
In seguito all'uscita di Illmatic, il Queensbridge ritorna alla ribalta dopo anni d'oscurità, con un ascendente dell'influente gruppo hardcore hip hop Mobb Deep (che ha acquisito credibilità grazie alla loro affiliazione con Nas) e in seguito con l'emergere del duo di tendenza Capone-N-Noreaga. Nas appare sull'album in studio acclamato dalla critica dei Mobb Deep The Infamous (1995). Inoltre, l'album è accreditato per aver lanciato la carriera del rapper di Brooklyn AZ. AZ, che ha ottenuto visibilità immediata e credibilità underground grazie alla sua presenza in Life's a Bitch, è diventato un collaboratore frequente di Nas, che a sua volta ricambia il favore nell'album d'esordio di AZ Doe or Die (1995).

#### Declino dell'alternative hip hop
Illmatic è stata una delle prime pubblicazioni importanti a emergere dalla nascente scena hardcore hip hop di New York, in un periodo in cui gran parte dell'East Coast hip hop era ancora dominata da artisti alternative hip hop come A Tribe Called Quest e De La Soul. Adam Heimlich del New York Press commenta l'attrattiva dell'alternative hip-hop nella scena musicale di New York City e sottolinea che «nel 1994, sembrava che ci fossero più soldi (e sicuramente più riconoscimenti culturali) lavorando con Arrested Development o Digable Planets.»
Tuttavia, secondo Heimlich, l'album fornisce un «rifiuto esplosivo ed esplicito della assimilazione culturale della maggior parte dell'hip-hop precedente», dovuto al suo uso ruvido del linguaggio e al suo ritratto intransigente del crimine.» Heimlich cita il ruolo di Nas nel risorgente movimento hardcore, scrivendo: «[Nas] è arrivato sulla scena come il bambino d'oro dell'hardcore. Assieme ai Wu-Tang Clan, Nas e Mobb Deep [...] hanno quasi inventato il New York rap degli anni novanta, quando la nozione di "East Coast gangsta" significava ancora Schoolly D o Kool G Rap. Questi tre [...] progettarono il modo e lo stile con cui gli artisti di New York avrebbero affrontato ciò che Snoop e Dre avevano fatto degli argomenti più caldi del rap: droghe e violenza.» Allo stesso modo, il professore della Duke University Mark Anthony Neal, scrive: «Nas era in prima linea in una rinascita dell'East Coast hip hop» in cui «apparve uno stile distinto dell'East Coast del cosiddetto gangsta rap», come ascoltato in pubblicazioni dallo stile simile come C.R.E.A.M. dei Wu-Tang Clan ed Everyday Struggle di Notorious B.I.G.
Secondo Steve Huey di AllMusic, nonostante Illmatic contenga forti elementi di jazz rap, ha segnato un importante spostamento regionale verso l'estetica hardcore, segnando «l'inizio di uno spostamento dall'alternative rap ispirato ai Native Tongues.» Il professore Sohail Dalautzai della University of Southern California commenta l'indebitamento di Illmatic nei confronti dell'hardcore hip hop: «perché nel colmare il divario e rappresentare la strada da spaccone di Kool G Rap, la metafisica di Rakim e le rivoluzionarie filosofie proletarie di Ice Cube, Nas [...] ha unificato i disparati fili di ribellione urbana che stavano divampando dai ciphers delle strade dell'hip-hop.»

#### West Coast hip hop
Il plauso della critica che circonda l'album ha contribuito a spostare l'attenzione dal suono melodico, basato sul sintetizzatore e indotto dal g-funk – sottogenere del funk – che aveva dominato le classifiche per un po' di tempo dopo The Chronic (1992) di Dr. Dre. Citando per esempio il popolarissimo Doggystyle (1993) di Snoop Dogg, l'autore Matthew Gasteier scrive: «la prima cosa che si nota immediatamente sulla recensione [della rivista The Source], è che, come essenzialmente ogni altra recensione su Illmatic in pubblicazioni come Vibe, Spin, Rolling Stone e il New York Times, menziona Doggystyle di Snoop Doggy Dogg nel primo paragrafo.» Quasi tutti i recensori sentivano il bisogno di contestualizzare la loro risposta a Illmatic all'interno della cornice del g-funk «è un promemoria di quanto lo stile fosse pervasivo all'interno del mondo hip hop e della comunità musicale nel suo complesso.»
Eppure, secondo l'autore Mickey Hess, Illmatic è stato tra quei dischi East Coast che hanno contribuito «a creare paesaggi sonori sparsi, ruvidi e aspri che chiaramente differivano dalle melodie multistrato di Dre.» Come scrive Steve Huey di AllMusic, «ha contribuito a comandare la rinascita artistica del New York hip hop nell'epoca post-Chronic, che porta a un ritorno dell'estetica della strada.» Contrariamente a queste estetiche con gli argomenti trovati nel g-funk, la scrittrice e regista Dream Hampton scrive: «Illmatic era una bomba sporca lanciata alla colonna sonora orchestrale che era The Chronic.»
Nonostante queste differenze regionali, Hampton accredita a Illmatic l'aver procurato un campo artistico comune per i rapper della West Coast e dell'East Coast. Nel saggio del 2009 Born Alone, Die Alone, la Hampton racconta l'impatto dell'album sugli artisti West Coast come Tupac Shakur. Mentre lavorava come giornalista per The Source nel 1994, la Hampton ha coperto tre casi giudiziari che coinvolgevano Tupac. Intorno a quel periodo, ha ricevuto una copia in anticipo di Illmatic e ne ha immediatamente dato una versione in cassetta per Tupac, che divenne «un convertito istantaneo» nei confronti dell'album. Il giorno dopo, continua Hampton, Tupac «è arrivato nell'aula assegnatagli, facendo suonare all'improvviso Illmatic così forte che l'ufficiale giudiziario gli ha urlato di spegnerlo prima che il giudice prendesse posto sulla propria sedia.» Nel suo saggio, Hamtpon implica che il lirismo di Nas potrebbe aver probabilmente influenzato l'album acclamato di Tupac Me Against the World, che è stato registrato nello stesso anno.
L'artista West Coast The Game racconta l'impatto di Illmatic per gli appassionati come lui fuori da New York. Nella sua collaborazione con Nas in Hustlers (2006), racconta un episodio che ha vissuto in gioventù, quando ha deciso di taccheggiare sia Illmatic sia The Chronic in un negozio di dischi nel 1995.

### Lirismo
Durante il periodo della sua uscita, Illmatic ha portato una rinnovata attenzione sul lirismo per l'hip hop – riportando all'epogeo di Kool G Rap, Big Daddy Kane e Rakim. Il giornalista musicale Kelefa Sanneh del New York Times scrive di Illmatic, affermando che Nas «ha perfezionato uno stile di rima denso e ra-ta-ta basato sull'eredità dei pionieri degli anni ottanta come Rakim e Big Daddy Kane.» Nel suo libro To the Break of Dawn: A Freestyle on the Hip Hop Aesthetic, William Jelani Cobb scrive dell'impatto di Nas sul lirismo e il paragone con l'eminente Rakim all'epoca:
Nonostante le basse vendite iniziali, l'album ha avuto un profondo impatto sul circuito underground e ha segnato un importante cambiamento stilistico nella musica hip hop introducendo un nuovo standard di lirismo. Prima della pubblicazione dell'album, il lirismo hip hop era per lo più definito da due forme popolari. La prima era caratterizzata da un frenetico flow ragga accompagnato da una consegna lirica eccentrica, spesso senza senso e che era stata resa popolare da gruppi di Brooklyn quali Das EFX e Fu-Schnickens.
L'altro era caratterizzato da un pigro slittamento che sacrificava la complessità del testo per un ritmo più cadenzato e chiaro ed è stato portato al successo da MCs della West Coast hip hop come Snoop Dogg e Warren G. Tuttavia, il contenuto di Nas, la velocità verbale e gli intricati schemi di rime interne ha ispirato diversi rapper ha modificare le proprie abilità liriche. Rob Marriott, critico musicale, nota che «rapper come Mobb Deep, Nature, Cormega, Capone, Noreaga, Tragedy Khadafi, Raekwon, Ghostface e persino il paroliere della Città Ventosa Common sembravano trovare nuova ispirazione nella autocoscienza di Nas, nei suoi schemi di rime interne e nella sua padronanza dei dettagli di strada.» Marriott descrive anche l'impatto dell'«approccio poetico» di Illmatic su Jay-Z, scrivendo: «l'MC di Brooklyn ha cambiato il suo stile dai giorni dei suoi discorsi veloci con Jaz-O al produrre Reasonable Doubt, un album segnato dall'introspezione tipica di Nas...».
Molti rapper hanno preso atto dell'influenza di Illmatic sul proprio lirismo. Ghostface Killah racconta: «quando ascoltavo Nas all'epoca, era come "Oh merda! L'ha ucciso." Questo mi ha costretto a fare un passo in più con la mia penna [...] l'intero Illmatic ti ha costretto ad andare avanti a fare roba [...] è stato d'ispirazione.»

#### Poesia hip hop
In aggiunta al suo rapping, Nas ha ottenuto valore per la poesia del suo linguaggio. Il professore Adilifu Nama della California State University Northridge scrive: «con Illmatic, l'hip hop ha assistito alla nascita di un griot urbano che raccontava storie dure dell'alienazione e del trionfo del ghetto come una spoken word di un romanzo di Chester Himes.» L'autore e scrittore musicale Todd Boyd ha scritto del realismo urbano di Nas, affermando che i suoi «testi poetici sono alcune delle parole più toccanti che descrivono l'esperienza urbana postindustriale [...] e assieme al nitido uso della metafora lo pongono ai vertici del gioco in termini di abilità complessive come MC e come critico culturale.» Un editorialista di OhWord.com descrive Nas come «un genio introverso che s'eleva dalle macerie di Reaganomics per benedire il microfono con uno stile sfrontato di poesia di strada introspettiva e redentiva.» Imani Perry, professore all'università di Princeton, descrive Illmatic come «ars poetica, una affermazione definitiva per l'arte della poesia hip hop.»
Secondo l'autore e poeta Kevin Coval, Nas «ha elevato il livello delle barre per gli MCs» facendo progredire il suo lirismo «da punch lines e hot lines a intere immagini di pensieri chiari in forma di rima.» Assieme alla raccolta di poesie di Paul Beatty, Joker Joker Deuce (1994), Coval cita la pubblicazione di Illmatic come un «momento generazionale» che ha segnato lo sviluppo della poesia hip hop. Propria come la poetica hip-hop che veniva scritta e pubblicata per la prima volta su carta, Nas forniva una produzione sonora che catturava definitivamente «la risposta poetica» alla musica hip hop.
Molti dei tropi poetici trovati dentro Illmatic sono diventati termini e frasi presenti nel lessico hip hop. The World is Yours, il riferimento di Nas al dirigibile presente in Scarface, scrive Rob Marriott, «è rimasto un tropo che l'hip-hop ha preso a cuore [...] anche la stessa parola "Illmatic" [...] è diventata sinonimo di qualcosa che è sorprendentemente eccellente, nato in strada e/o inaspettato.» Nel 2013, lo scrittore musicale Jeff Weiss ha commentato l'ampio utilizzo del vocabolario di Illmatic, scrivendo: «le frasi e le immagini sono così profondamente radicate nella coscienza del rap da essere diventate un cliché.»

### Artisti hip hop
Molti rapper mainstream e underground rispettati hanno riconosciuto l'influenza di Illmatic. Questa vasta gamma di artisti include, tra gli altri, Talib Kweli, Lupe Fiasco, i produttori Just Blaze e 9th Wonder, oltre a Wiz Khalifa, Alicia Keys e The Game, che ha inserito dei riferimenti al disco nel suo album d'esordio The Documentary. Nel 2006, Illmatic è stato inserito in una lista di album hip hop acclamati compilata dai Clipse. Malice, membro del duo hip hop, ha dichiarato: «Illmatic ha catturato l'intero stato mentale di New York per me. Ha abbracciato tutto ciò che conoscevo di New York. L'album ha 10 tracce, tutte impeccabili. Io e i miei amici abbiamo grandi ricordi andando in giro ad ascoltarlo, fumando e rilassandoci. Rappresentava tutto ciò che era giusto con l'hip-hop. Questo CD non è più uscito dalla mia collezione.» Il produttore britannico DJ Semxtex, nel 2012 dice che Illmatic è «un album esemplare di perfezione che ha costretto il lirismo e i valori di produzione a evolversi all'interno dell'hip hop. Diciotto anni dopo resta onnipotente.»
Nel 2006 Marc Mac del duo di musica elettronica 4hero, produce una cover di The World is Yours come parte di un progetto che fonde jazz e hip hop, The Visioneeers. I testi di Illmatic sono stati anche campionati da altri rapper, in particolare Ebonics di Big L (campiona It Ain't Hard to Tell), Keep it Real di Milkbone (campiona Life's a Bitch), Real Live Shit di Real Live (campiona It Ain't Hard to Tell), Prosper di Damu the Fudgemunk featuring Raw Poetic (campiona N.Y. State of Mind), In Remembrance di Blu & Exile (campiona The World is Yours e One Love), Nikes on my Feet di Mac Miller (campiona The World is Yours) Rap Game/Crack Game (campiona Represent) e Dead Presidents II entrambe di Jay-Z (campiona The World is Yours).

#### Eredità e omaggi
Fin dalla sua pubblicazione, Illmatic è diventato un punto di riferimento per i rapper debuttanti i cui album sono ampiamente anticipati dalla critica. Gli esperti di hip hop hanno visto gli album d'esordio come cruciali nel generare pubblicità e dare forma all'eredità della carriera di un artista. Dando l'anticipazione storica e il successo che ha accompagnato il debutto di Nas, Illmatic è diventato sinonimo di questo genere di fenomeno. Come scrive un editorialista della rivista Complex, «pensa alla domanda che ti viene in mente ogni volta che un nuovo rapper lascia uscire il suo primo album: "sarà il nuovo Illmatic?"» Nel 2012, la pubblicazione dell'album di Kendrick Lamar Good Kid, M.A.A.D City è stata paragonato da giornalisti e critici a Illmatic. In un'intervista con 2 Dope Boys, Lamar ha commentato il paragone, dichiarando: «Illmatic? Per le persone persino mettere il mio album alla luce di ciò è un risultato. È pazzesco persino essere menzionato con questo, ma allo stesso tempo è spaventoso [...] Quell'epoca – voglio dire che la fascia d'età adesso dovrebbe essere 30, dai 30 ai 40 – loro possono riconoscere che questo era l'album. Illmatic è l'album per l'era degli anni novanta, quando io stavo crescendo [...] è una strana sensazione essere sotto quello stesso tipo di luce, perché ci vuole un sacco di responsabilità per mantenerlo nel lungo periodo e longevo, ed è qualcosa che non ho ancora [...] quindi Illmatic sarà sempre il numero uno.»
Illmatic è stato anche nominato come modello musicale per altri artisti hip hop. L'album acclamato dalla critica di Common, Be (2005), si dice sia stato modellato sullo standard di Illmatic. L'esordio di Nas è stato omaggiato anche dal rapper underground Fashawn nel suo mixtape Ode to Illmatic (2010) e dal rapper di Detroit Elzhi che ha pubblicato un album intitolato Elmatic (2011). Prendendo nota della tendenza nell'omaggiare Illmatic, nel 2011 Richard Watson del Guardian scrive «come direbbe Nasir Jones stesso... It Ain't Hard to Tell (non è difficile da dire) perché i rapper di oggi tributino questo album d'esordio. Illmatic è diventato un totem, un'opera che ha riguardato sia la storia dell'hip hop sia che punta verso il proprio futuro.»

### Lavori successivi di Nas
Mentre il successo dell'album ha aiutato incommensurabilmente la carriera di Nas, gli appassionati hip hop hanno citato l'album come il suo inevitabile «dono e maledizione.» A causa della sua fama critica, i successivi album in studio di Nas sono stati valutati paragonandoli a Illmatic, nonostante tutti abbiano superato il suo album d'esordio a livello commerciale. Attraverso questo standard, sono stati spesso giudicati come dei seguiti mediocri. Dopo che il manager Steve Stoute ha convinto Nas ha puntare i suoi sforzi in una direzione più commerciale per l'album successivo del 1996, It Was Written, Nas ha chiamato il team di produzione Trackmasters, già noti per il lavoro mainstream all'epoca. Il seguito è stato criticato per l'aver abbracciato temi gangsta/mafioso rap e argomenti materialistici, ma si è dimostrato un successo commerciale vendendo oltre tre milioni di copie. I critici hanno dato giudizi contrastanti e il consenso generale è che non è riuscito a mantenere lo status di «classico» di Illmatic. Molti fan di Illmatic hanno etichettato i suoi lavori successivi come una svendita, grazie alla sua sensibilità crossover (ad esempio partecipando con il gruppo hip hop The Firm) e ai suoi successi radiofonici nelle classifiche pop, come per esempio If I Ruled the World (Imagine That) (1996) e Hate Me Now (1999).
Quando ha pubblicato il suo terzo e il suo quarto album in studio, rispettivamente I Am... e Nastradamus (entrambi nel 1999), che hanno subito continue modifiche a causa dell'immissione di copie illegali delle sessioni di registrazione, molti appassionati e critici temevano che la sua carriera si stesse deteriorando, poiché entrambi gli album hanno ricevuto ulteriori critiche negative per il loro suono orientato nuovamente verso un pubblico commerciale. Riflettendo questa percezione diffusa nella comunità hip hop e poiché all'epoca era ancora in corso la sua faida con Nas, Jay-Z lo ha deriso in Takeover (2001) per aver fatto «in media un album buono [Illmatic] ogni dieci anni.» Un giornalista, scrivendo per The Source, ha commentato l'esigente eredità dell'esordio di Nas: «incolpa l'eccellenza, incolpa la perfezione e l'aggressione. Incolpa uno dei momenti più belli dell'hip-hop per la prigione che oggi intrappola Nasir Jones – incolpa Illmatic.» Tuttavia, Nas, ha fatto una specie di ritorno con il suo quinto album Stillmatic (2001) e con il successivo sforzo, l'acclamato God's Son (2002), così come The Lost Tapes (2002), una raccolta dei suoi brani precedentemente registrati nelle sessioni per gli album I Am... e Nastradamus, ma non pubblicati. In seguito, i suoi album successivi furono tutti ben accolti dalla critica. Ciò nonostante, la maggior parte degli appassionati ha considerato Illmatic come il suo album definitivo.
Illmatic è stato pubblicato in un'edizione deluxe inclusa in un libro di 48 pagine contenente foto, illustrazioni, testi e note di copertina grazie al fondatore di The Source Jon Schecter. Nel 2014 Nas annuncia Illmatic XX, l'edizione del ventesimo anniversario dall'uscita originale di Illmatic: Illmatic XX esce il 15 aprile, quattro giorni prima dell'anniversario originale e include una versione rimasterizzata di Illmatic, un disco extra di demo, remix e inediti di quell'epoca della carriera di Nas.

## Tracce
1. The Genesis – 1:45 (musica: Faith Newman, Nas)
2. NY State of Mind – 4:53 (testo: Christofer Martin, Nasir Jones – musica: DJ Premier)
3. Life's a Bitch (featuring AZ) – 3:29 (testo: Jones, Anthony Cruz, Oliver Scott, Ronnie Wilson, Olu Dara – musica: L.E.S.. Co-produzione: Nas. Cornetta: Olu Dara)
4. The World is Yours – 4:50 (testo: Jones, Pete Phillips – musica: Pete Rock)
5. Halftime – 4:20 (testo: Jones, William Paul Mitchell, Gary Byrd – musica: Large Professor)
6. Memory Lane (Sittin' In Da Park) – 4:07 (testo: Jones, Martin, Peg Barsella, Reuben Wilson – musica: DJ Premier)
7. One Love – 5:24 (testo: Jones, Jonathan Davis, Jimmy Heath – musica: Q-Tip)
8. One Time 4 Your Mind – 3:18 (testo: Jones, Mitchell – musica: The Large Professor)
9. Represent – 4:13 (testo: Jones, Martin – musica: DJ Premier)
10. It Ain't Hard to Tell – 3:22 (testo: Jones, Mitchell – musica: The Large Professor)

Durata totale: 39:41
Edizione bonus rimasterizzata del 2004
1. Life's a Bitch (Remix) (featuring AZ) – 3:00 (testo: Jones, Dana Stinson – musica: Rockwilder)
2. The World Is Yours (Remix) – 3:56 (testo: Jones, Kenny Rankin, O. Glover, T. Aviles, M. Fortunato – musica: Vibesmen)
3. One Love (Remix) – 3:29 (testo: Jones, N. Loftin, Thom Bell, Deniece Williams – musica: Nick Fury)
4. It Ain't Hard to Tell (Remix) – 3:26 (testo: Jones, N. Loftin – musica: Nick Fury)
5. On the Real – 3:26 (testo: Jones, Marlon Williams, Isaac Hayes, David Porter – musica: Marley Marl)
6. Star Wars – 4:08 (testo: Jones, Mitchell – musica: Large Professor)

Illmatic XX
1. I'm Villain – 4:30 (musica: Jae Supreme)
2. The Stretch Armstrong And Bobbito Show On Wkcr October 28, 1993 (featuring 6'9", Jungle & Grand Wizard) – 7:46 (musica: Stretch Armstrong)
3. Halftime (Butcher Remix) – 4:36 (musica: Joe "The Butcher" Nicolo)
4. It Ain't Hard to Tell (Remix) – 2:49 (musica: Large Professor)
5. One Love (LG Main Mix) – 5:32 (musica: The LG Experience)
6. Life's a Bitch (Arsenal Mix) featuring AZ) – 3:30 (musica: Def Jef & Meech Wells)
7. One Love (One L Main Mix) (featuring Sadat X) – 5:43 (musica: Godfather Don, The Groove Merchantz & Victor Padilla)
8. The World Is Yours (Tip Mix) – 4:28 (musica: Q-Tip)
9. It Ain't Hard to Tell (The Stink Mix) – 3:20 (musica: Dave Scratch)
10. It Ain't Hard to Tell (The Laidback Remix) – 3:36 (musica: The Creators)

### Campionamenti
The Genesis
- Live at the Barbeque dei Main Source
- Introduction da Wild Style

N.Y. State of Mind
- N.T. di Kool & the Gang
- Flight Time di Donald Byrd
- Mind Rain di Joe Chambers
- Mahogany di Eric B. & Rakim

Life's a Bitch
- Yearning for Your Love dei The Gap Band

The World Is Yours
- I Love Music di Ahmad Jamal
- It's Yours di T La Rock

Halftime
- Dead End dei Japanese Hair Cast
- School Boy Crush dei Average White Band
- Soul Travelin' Pt. 1 di Gary Byrd

Memory Lane (Sittin' in da Park)
- We're in Love di Reuben Wilson
- Get Out of My Life, Woman di Allen Toussaint
- Pickin' Boogers di Biz Markie
- Droppin' Science di Marley Marl e Craig G

One Love
- Come in Out of the Rain dei Parliament
- Smilin' Billy Suite Pt. II dei Heath Brothers

One Time 4 Your Mind
- Walter L di Jimmy Gordon & His Jazznpops Band

Represent
- The Thief of Bagdad di Lee Erwin
- I Didn't Come Rhythm di George Clinton

It Ain't Hard to Tell
- Human Nature di Michael Jackson
- Slow Dance di Stanley Clarke
- Long Red dei Mountain
- N.T. di Kool & the Gang

## Formazione
- Nas – voce, produttore (traccia 1), co-produttore (traccia 3)
- AZ – voce aggiuntiva (traccia 3)
- Olu Dara – cornetta
- Q-Tip – voci, produttore (traccia 7)
- Pete Rock – voci, produttore (traccia 4)
- DJ Premier – produttore (tracce 2, 6 e 9)
- Diego Garrido – ingegnere audio, missaggio
- Jack Hersca – assistente ingegnere audio
- Large Professor – produttore (tracce 5, 8 e 10)
- Tim "The Funky Red" Lathem – ingegnere audio
- L.E.S. – produttore (traccia 3)
- Faith Newman – produttrice esecutiva

- MC Serch – produttore esecutivo
- Anton "Sample This" Pushansky – ingegnere audio
- Kevin Reynolds – ingegnere audio
- Eddie Sancho – ingegnere audio
- Jamey Staub – ingegnere audio
- Louis Tineo – assistente ingegnere audio
- Jason Vogel – ingegnere audio
- Stan Wallace – ingegnere audio
- Aimee Macauley – direttore artistico
- Danny Clinch – fotografia
- Tony Dawsey – capo ingegnere audio

## Classifiche

### Classifiche settimanali
| Classifica (1994)         | Posizione massima |
| ------------------------- | ----------------- |
| Stati Uniti               | 12                |
| US Top R&B/Hip-Hop Albums | 2                 |
| Classifica (2012)         | Posizione massima |
| UK R&B                    | 38                |
| Classifica (2014-21)      | Posizione massima |
| Belgio (Fiandre)          | 181               |
| Belgio (Vallonia)         | 163               |
| Francia                   | 151               |
| Grecia                    | 7                 |
| Regno Unito               | 57                |
| UK R&B                    | 5                 |
| Stati Uniti               | 18                |
| US Catalog Albums         | 1                 |
| US Digital Albums         | 18                |
| US Tastemaker Albums      | 2                 |

### Classifiche di fine anno
| Classifica (1994)         | Posizione massima |
| ------------------------- | ----------------- |
| US Top R&B/Hip-Hop Albums | 42                |

## Riconoscimenti
Le informazioni riguardanti i riconoscimenti attribuiti a Illmatic sono adattate da Acclaimed Music.
| About.com                                                | Stati Uniti d'America | 100 Greatest Hip-Hop Albums                                 | 2008 | 1   |
| About.com                                                | Stati Uniti d'America | Best Rap Albums of 1994                                     | 2008 | 1   |
| About.com                                                | Stati Uniti d'America | 10 Essential Hip-Hop Albums                                 | 2008 | 1   |
| Blender                                                  | Stati Uniti d'America | 500 CDs You Must Own Before You Die                         | 2003 | *   |
| Ego Trip                                                 | Stati Uniti d'America | Hip Hop's 25 Greatest Albums by Year 1980–98                | 1999 | 1   |
| Ink Blot                                                 | Stati Uniti d'America | Albums of the 90s                                           | 2002 | 11  |
| MTV                                                      | Stati Uniti d'America | The Greatest Hip Hop Albums of All Time                     | 2005 | 2   |
| Music Underwater                                         | Stati Uniti d'America | Top 100 Albums 1990–2003                                    | 2004 | 45  |
| Pitchfork                                                | Stati Uniti d'America | Top 100 Favorite Records of the 1990s                       | 2003 | 33  |
| Robert Dimery                                            | Stati Uniti d'America | 1001 Albums You Must Hear Before You Die                    | 2006 | *   |
| Rolling Stone                                            | Stati Uniti d'America | The 500 Greatest Albums of All Time                         | 2012 | 314 |
| Rolling Stone                                            | Stati Uniti d'America | The 500 Greatest Albums of All Time                         | 2020 | 44  |
| Rolling Stone                                            | Stati Uniti d'America | 100 Best Albums of the 90s                                  | 2010 | 26  |
| Rolling Stone                                            | Stati Uniti d'America | The Essential Recordings of the 90s                         | 1999 | *   |
| The Source                                               | Stati Uniti d'America | 100 Best Rap Albums                                         | 1998 | *   |
| The Source                                               | Stati Uniti d'America | The Critics Top 100 Black Music Albums of All Time          | 2006 | 5   |
| Spin                                                     | Stati Uniti d'America | Top 100 Albums of the Last 20 Years                         | 2005 | 17  |
| Stylus                                                   | Stati Uniti d'America | Top 101–200 Albums of All time                              | 2004 | 143 |
| Tom Moon                                                 | Stati Uniti d'America | 1000 Recordings to Hear Before You Die                      | 2008 | *   |
| Vibe                                                     | Stati Uniti d'America | 51 Albums representing a Generation, a Sound and a Movement | 2004 | *   |
| Vibe                                                     | Stati Uniti d'America | Top 10 Rap Albums                                           | 2002 | 4   |
| The Village Voice                                        | Albums of the Year    | 2000                                                        | 33   |     |
| Hip Hop Connection                                       | Regno Unito           | Top 100 Readers Poll                                        | 2003 | 3   |
| Mojo                                                     | Regno Unito           | Mojo 1000, the Ultimate CD Buyers Guide                     | 2001 | *   |
| NME                                                      | Regno Unito           | Albums of the Year                                          | 1994 | 33  |
| The New Nation                                           | Regno Unito           | Top 100 Albums by Black Artists                             | 2004 | 5   |
| Select                                                   | Regno Unito           | Albums of the Year                                          | 1994 | 18  |
| Select                                                   | Regno Unito           | The 100 Best Albums of the 90s                              | 1996 | 99  |
| Juice                                                    | Australia             | The 100 (+34) Greatest Albums of the 90s                    | 1999 | 101 |
| Exclaim!                                                 | Canada                | 100 Records That Rocked 100 Issues                          | 2000 | *   |
| Les Inrockuptibles                                       | Francia               | 50 Years of Rock'n'Roll                                     | 2004 | *   |
| Spex                                                     | Germania              | Albums of the Year                                          | 1994 | 9   |
| Juice                                                    | Germania              | The Hundred Most Influential Rap Albums Ever                | 2002 | 4   |
| OOR                                                      | Paesi Bassi           | Albums of the Year                                          | 1994 | 42  |
| VPRO                                                     | Paesi Bassi           | 299 Nominations of the Best Album of All Time               | 2006 | *   |
| The Movement                                             | Nuova Zelanda         | The 101 Best Albums of the 90s                              | 2004 | 51  |
| Dance de Lux                                             | Spagna                | The 25 Best Hip-Hop Records                                 | 2001 | 25  |
| Rock de Lux                                              | Spagna                | The 150 Best Albums from the 90s                            | 2000 | 134 |
| Pop                                                      | Svezia                | Albums of the Year                                          | 1994 | 9   |
| (*) quando l'album è inserito in una lista non ordinata. |                       |                                                             |      |     |